# インド太平洋経済枠組み

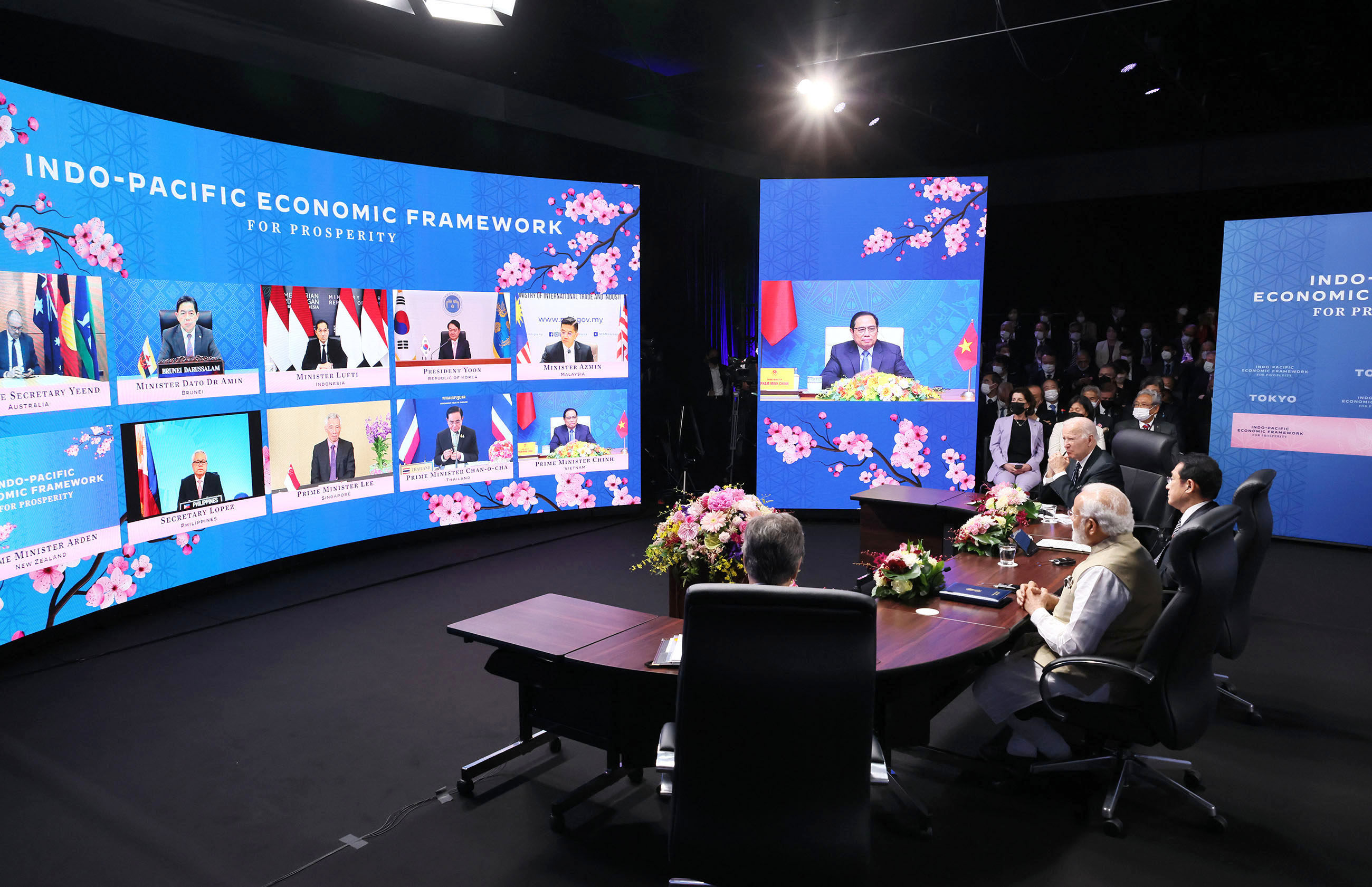
2022年5月23日に行われた初の首脳級会合にて

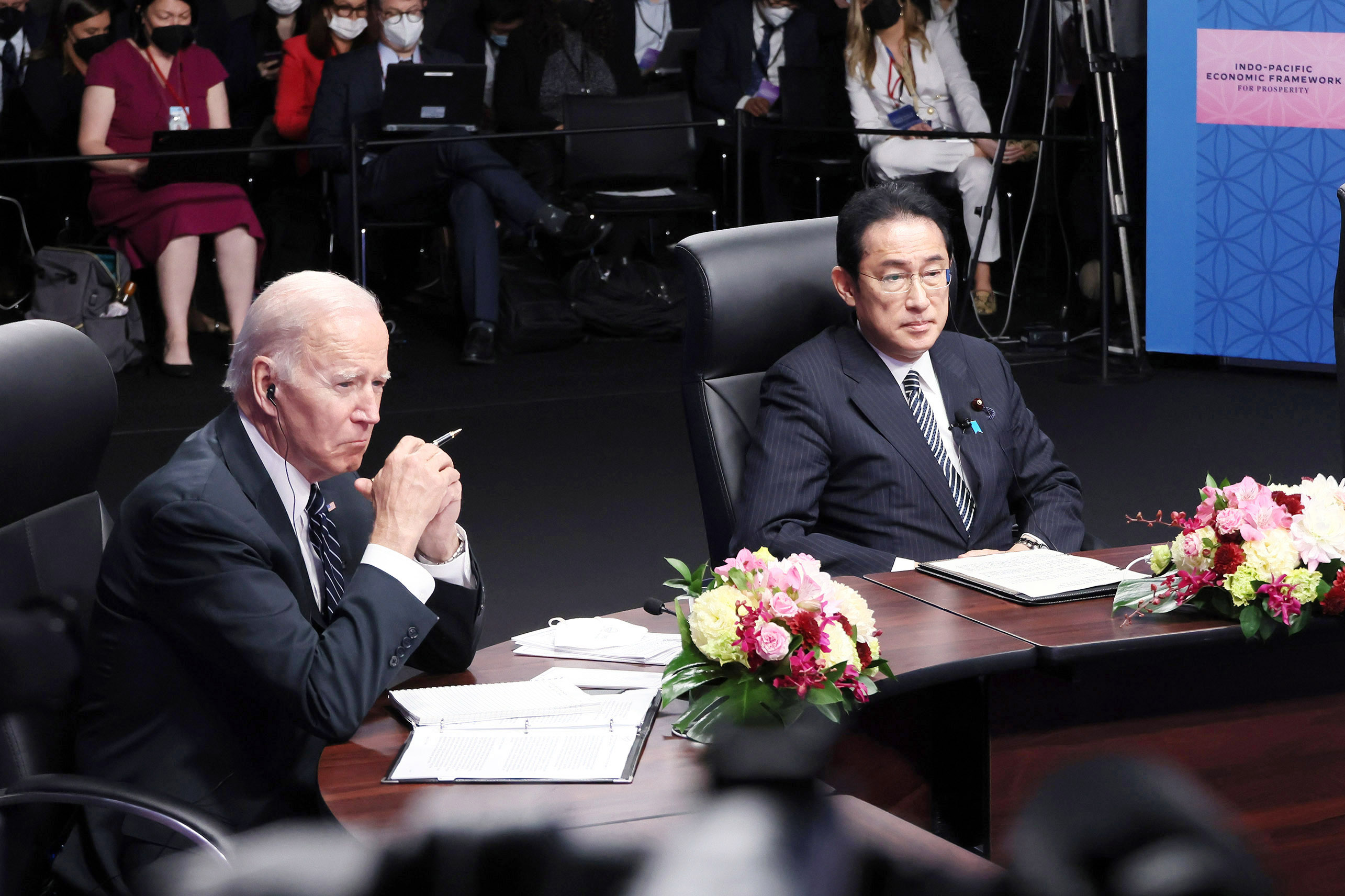
同上

インド太平洋経済枠組み（インドたいへいようけいざいわくぐみ、英: Indo-Pacific Economic Framework、IPEF〈アイペフ〉）は、アメリカ合衆国大統領のジョー・バイデンが2021年10月に東アジアサミットで提案した環太平洋パートナーシップ協定（TPP）に代わる経済的な枠組みである。中国の影響力拡大を念頭に、自由で開かれたインド太平洋戦略の実現に向けて、アジアにおける経済面での協力、ルールの策定が主な目的である。
2022年5月23日の日米首脳会談で、日本側はこの経済枠組みに対する支持を表明した。同日にこの経済枠組みの立上げに関する首脳級会合が、日本の岸田文雄首相、米国のバイデン大統領、インドのナレンドラ・モディ首相の3人の首脳が対面で、他の10か国の首脳級・閣僚級の代表がオンラインで出席するハイブリッド形式で開催された。バイデン大統領がIPEFの立上げを宣言した後、13か国が共同声明を発表した。
2022年5月26日、アメリカ政府の ジェイク・サリバン国家安全保障問題担当大統領補佐官は、フィジーが創設メンバー（founding member）として参加すると発表した。当初の発表には遅れたが創設メンバーとされている。14番目にして初の太平洋島嶼諸国の参加国になる。経済枠組みであるが、通商交渉を担当する通商代表ではなく、国家安全保障担当大統領補佐官が発表した。

## 概要
中国によるTPP加盟申請、地域的な包括的経済連携協定（RCEP）の発足などインド太平洋地域における中国の存在感向上に対しアメリカが主導的する経済の枠組みとして提唱された。
バイデンによって提案された、交渉分野にあたる4つの柱は次の通りである。
1. デジタルを含む公平で強靭性のある貿易
2. サプライチェーンの強靭化
3. インフラ、クリーンエネルギー、脱炭素
4. 税制と汚職対策

IPEFは自由貿易協定とは異なり参加したい項目を選ぶことが出来るとされている。また関税の引き下げを含まず、議会の承認は不要である。また法的拘束力を持たない。公式な共同声明では、「今後、この枠組みのパートナーは、これらの目標を達成するため、経済協力を強化する様々な方法について議論を行う。」としており、最終的な法的性格についても今後に議論するとしている。なお、米国がTPPに復帰せずに新たな枠組みを発足させる理由としては、米国内の世論は自由貿易に対する根強い反対があると細川昌彦の指摘がある。

## 参加国
IPEFの参加国のGDP合計は、世界全体のGDPの40%を占める。
- オーストラリア
- ブルネイ
- フィジー[18][13]
- インド（貿易分野の交渉参加見送り）[19]
- インドネシア
- 日本
- マレーシア
- ニュージーランド
- フィリピン
- シンガポール
- 韓国
- タイ
- アメリカ合衆国
- ベトナム

## 反応
2022年5月23日の立上げについての岸田文雄首相による挨拶では、「これからもより多くのパートナー国がIPEFの議論に加わることを大いに歓迎する」としている。
中国はIPEFの協議開始に際して、「中国とのデカップリング」「中国を排除する」として警戒感を示した。外交部長の王毅は立上げ前日の5月22日、パキスタンのビラーワル・ブットー・ザルダーリー外相と会談を行った際に、IPEFについて「地域の協力を強化する呼びかけであれば歓迎するが、分裂と対立を作り出す企みであれば反対だ」「米国がIPEFをアジア太平洋地域での経済的覇権を維持するための政治的な道具として特定の国を排除するならば、正しい道を外れることになる」とした。
一方、中国と対立する台湾（中華民国）の外交部は台湾が発足国・地域の枠に含まれないことに対して遺憾の意を示した。

## 交渉・協議会合

### 非公式閣僚級会合
2022年6月11日、インド太平洋経済枠組みの貿易分野に関する非公式閣僚級会合が、パリで開かれた経済協力開発機構（OECD）の閣僚理事会にあわせて開催された。キャサリン・タイ米国通商代表の主催のもと行われたものであり、説明と議論がされた。なお閣僚級とされているものの、日本の出席者が三宅伸吾外務大臣政務官であるなど、閣僚が出席したのは米国を含め5か国にとどまった。

### 閣僚級会合
2022年7月26、27日、米国主催で「IPEF閣僚級会合」がオンラインで開催された。交渉の4つの分野における各国の関心等について意見交換が行われたと発表された。日本経済新聞は、キャサリン・タイ米国通商代表は閣僚級会合を踏まえて夏に交渉を始める意向を示している、と報道した。
2022年9月8、9日、米国主催で「IPEF閣僚級会合」がロサンゼルスで対面で開催され、交渉の4つの分野（4つの柱）ごとの方向性を示した閣僚声明がまとめられた。インドが貿易について交渉参加を見送ったことを除けば、全参加国が4分野とも交渉に参加する。
2022年12月20日、米国ジーナ・レモンド商務長官主催主催で「IPEF閣僚級会合」がオンラインで開催された。日本政府から、林芳正外務大臣及び西村康稔経済産業大臣が出席した。日本政府は、PEFにおけるPEFにおけるIPEFにおける具体的な協力について議論と発表した。

### 第1回交渉会合
2022年12月10～15日、オーストラリア主催で、第1回交渉会合がオーストラリア・ブリスベンで対面で開催された。
交渉結果については、日本経済新聞が、「米国政府が農業を中心に貿易分野で合意文書の素案を示し、域内で貿易を円滑にするための協議を進めた」と報じた。なおこの報道は交渉が行われたオーストラリア発ではなくワシントン発である。また交渉終了後米国通商代表部は、公式のプレスリリースを行っている。

### 特別交渉会合
2023年2月8～11日、インド主催で、特別交渉会合がインド・ニューデリーで対面で開催された。この会合では貿易を除く3分野について行われた。交渉結果については、時事通信が、「ＩＰＥＦ会合では、米国が議長を務める５月下旬のＡＰＥＣ貿易相会合までに少なくとも１分野で合意し、１１月中旬のＡＰＥＣ首脳会合までに全４分野の合意を目指す方針で一致した。」と報道した。

### 第2回交渉会合
2023年3月13～19日、第2回交渉会合がインドネシアのバリ島で対面で開催された。

### 第3回交渉会合
2023年5月8～15日、第3回交渉会合がシンガポールで対面で開催された。

### 閣僚級会合
2023年5月27日、IPEF閣僚会合が米国のデトロイトで開催された。「IPEFサプライチェーン協定」が実質妥結となった。また、貿易分野、クリーン経済分野、公正な経済分野について、進捗を確認し、早期の合意に向け交渉を加速させることに合意した。

### 第4回交渉会合
2023年7月9～15日、第4回交渉会合が韓国の釜山で対面で開催された。

### 第5回交渉会合
2023年9月10～16日、第2回交渉会合がタイのバンコックで対面で開催された。
会合の詳しい内容は、発表されていないが、日本の時事通信は、ワシントン発として「最短で2024年中にカナダの加入を受け入れる方針を固めた」と伝えた。また、この記事は、また「新たな国・地域の加入には、協定に最初に署名した「原署名国」の同意を義務付ける方針を確認した。具体的な加入時期は(1)原署名国全てが国内手続きを終えた後(2)協定発効から1年後以降―のいずれか早い方とする。」とも伝えた。これは9月7日に、アメリカ商務省が発表した協定草案第25条を変更しないということである。

### 首脳会合及び閣僚級会合
2023年11月13日及び14日に閣僚級会合が、11月16日（現地時間）首脳会合が、それぞれ米国・サンフランシスコにおいて、開催された。14日、IPEFサプライチェーン協定の署名がされ、また、IPEFクリーン経済協定及びIPEF公正な経済協定の実質妥結がされた。首脳会合において、首脳声明が発表された。

### 閣僚級会合
2024年3月14日、米国主催で、IPEFオンライン閣僚級会合が開催され、IPEFサプライチェーン協定、IPEFクリーン経済協定及びIPEF公正な経済協定等の進展について確認された。
2024年6月6日、シンガポールにおいて、IPEF閣僚級会合が開催され、IPEFクリーン経済協定、IPEF公正な経済協定及びIPEF協定の署名式が行われ、プレスステートメントが発出された。
2024年9月24日、米国主催で、IPEFオンライン閣僚級会合が開催され、IPEFクリーン経済協定及びIPEF協定については、10月11日に、IPEF公正な経済協定については、10月12日に発効する旨が発表された。。なお、日本の参加者は、吉田宣弘経済産業大臣政務官及び林誠外務省経済外交担当大使であり、閣僚級というものの、大臣、副大臣は出席していない。

## IPEFサプライチェーン協定
2023年5月27日に、実質妥結したIPEFサプライチェーン協定は、9月7日に、アメリカ商務省より協定草案が公表された。日本政府は、概要のみ発表した。
2023年11月14日に、IPEFサプライチェーン協定の署名が行われた。協定の英語による正式な題名は、”INDO-PACIFIC ECONOMIC FRAMEWORK FOR PROSPERITY AGREEMENT RELATING TO SUPPLY CHAIN RESILIENCE ”、日本政府による公式の日本語訳は「サプライチェーンの強靱性に関する繁栄のためのインド太平洋経済枠組み協定」。なおベトナムは2023年11月に署名を行わず、2024年6月6日に署名した。
協定は、第21条の規定により、5カ国が批准等を行った後、30日で批准等をした国について発効する。日本、米国、フィジー及びシンガポールが批准等を寄託し、2024年1月25日にインドが寄託したことから、同年2月24日に、日本、米国、フィジー、シンガポール及びインドについて発効する。
協定の発効後更に、韓国、タイ、マレーシア、ニュージーランド、オーストラリアが批准等を行い、2024年9月20日現在で10カ国が締約国になっている。
その後に批准した国はその批准の30日後に、当該国について発効する。
第23条の規定により、脱退は協定発効後3年を経過しないとできない。
協定は、日本法においては国会の承認を要しない行政協定として扱われており、2023年11月29日に受諾し、発効について、2024年2月22日付官報特別号外第19号において令和6年外務省告示第51号で告示した。

## IPEFクリーン経済協定
2023年11月14日に、実質妥結したIPEFクリーン経済協定は、2024年3月14日に、アメリカ商務省より協定草案が公表された。
2024年6月6日に、IPEFクリーン経済協定の署名が行われた。協定の英語による正式な題名は、”INDO-PACIFIC ECONOMIC FRAMEWORK FOR PROSPERITY AGREEMENT RELATING TO A CLEAN ECONOMY ”、日本政府による公式の日本語訳は「クリーン経済に関する繁栄のためのインド太平洋経済枠組み協定」。
2024年9月11日、5カ国（日本、米国、フィジー、マレーシア及びシンガポール）が批准等を行ったため、この協定は、2024年10月11日にこれら5カ国について発効する。
協定は、日本法においては国会の承認を要しない行政協定として扱われており、2024年6月6日の署名と同時に受諾し、発効について、2024年10月10日付官報号外第237号において令和6年外務省告示第308号で告示した。

## IPEF公正な経済協定
2023年11月14日に、実質妥結したIPEF公正な経済協定は、2024年3月14日に、アメリカ商務省より協定草案が公表された。
2024年6月6日に、IPEF公正な経済協定の署名が行われた。協定の英語による正式な題名は、”INDO-PACIFIC ECONOMIC FRAMEWORK FOR PROSPERITY AGREEMENT RELATING TO A FAIR ECONOMY ”、日本政府による公式の日本語訳は「公正な経済に関する繁栄のためのインド太平洋経済枠組み協定」。
2024年9月12日、5カ国（フィジー、マレーシア、ニュージーランド、シンガポール及び米国）が批准等を行ったため、この協定は、2024年10月12日にこれら5カ国について発効する。
協定は、日本においては、2024年6月6日には署名のみ行っている。

## IPEF協定
2023年11月14日に、実質妥結したIPEF協定は、2024年3月14日に、アメリカ商務省より協定草案が公表された。この協定は、 ＩＰＥＦの下での各協定の横断的な事項を取り扱う閣僚級の協議体として、ＩＰＥＦ評議会、合同会議を設置することにより、各協定間の重複を避けるとともに、複数の協定に関わる取組の効果的な実施に資するためのものである。
2024年6月6日に、IPEF協定の署名が行われた。協定の英語による正式な題名は、”AGREEMENT ON THE INDO-PACIFIC ECONOMIC FRAMEWORK FOR PROSPERITY”、日本政府による公式の日本語訳は「繁栄のためのインド太平洋経済枠組み協定」。
2024年9月11日、5カ国（日本、米国、フィジー、マレーシア及びシンガポール）が批准等を行ったため、この協定は、2024年10月11日にこれら5カ国について発効する。
協定は、日本法においては国会の承認を要しない行政協定として扱われており、2024年6月6日の署名と同時に受諾し、発効について、2024年10月10日付官報号外第237号において令和6年外務省告示第309号で告示した。

## デジタル合意
2023年11月8日、日本経済新聞は、「デジタル分野を巡るルールづくりの合意が米国の意向で先送りされる見通しとなった」と報じた。その報道では、その理由として「米連邦議会で巨大テック企業に対する否定的な意見が強まっているためだ。IPEFでのルールづくりが大手企業の利益につながることを是としない考え方」としている。

## RCEPとの比較
インド太平洋経済枠組みの参加国は、人口と国内総生産の両方で地域的な包括的経済連携協定（RCEP）の署名国を「上回る」。 IPEFとRCEPには、日本、韓国、オーストラリア、ニュージランド、シンガポール、マレーシア、タイ、フィリピン、インドネシア、ブルネイ、ベトナムの11か国が双方に参加し、中国、カンボジア、ラオス、ミャンマーは、RCEPのみ、米国、インド、フィジーはIPEFにのみ参加している。
また根本的な違いとしてIPEFには市場開放など法的拘束力を必要とする合意が想定されていない。

## 課題
経済のルール作りが目的であるため関税の引き下げによる市場の解放など実利部分が薄いと指摘されている。